# Gottfried Osann

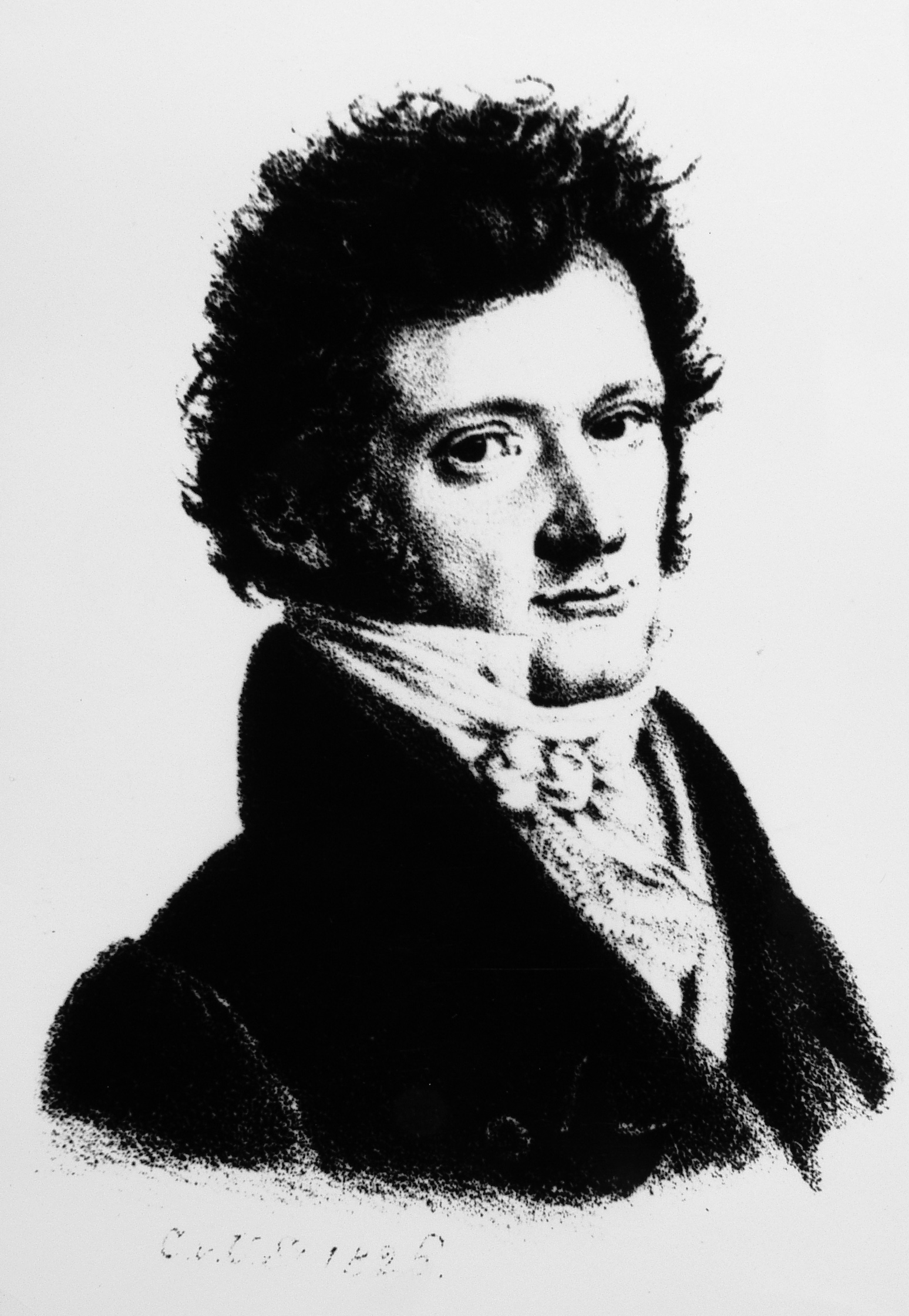
Gottfried Wilhelm Osann

Wilhelm Gottfried Osann (* 26. Oktober 1797 in Weimar; † 10. August 1866 in Würzburg) war ein deutscher Chemiker und Physiker sowie Hochschullehrer.

## Familie
Gottfried Osann war der vierte Sohn des weimarschen Regierungsrates Friedrich Heinrich Gotthelf Osann (1753–1803). Seine Mutter Amalie Caroline Friederika geb. Hufeland (1766–1843), eine Schwester von Christoph Wilhelm Hufeland, heiratete nach dem frühen Tode seines Vaters 1815 den Staatsminister Christian Gottlob von Voigt. Sein Bruder Emil Osann (1787–1842) war Professor für Medizin in Berlin, sein Bruder Friedrich Gotthilf Osann (1794–1858), ein Jugendfreund Arthur Schopenhauers, war Professor der Philologie in Jena und in Gießen.

## Leben

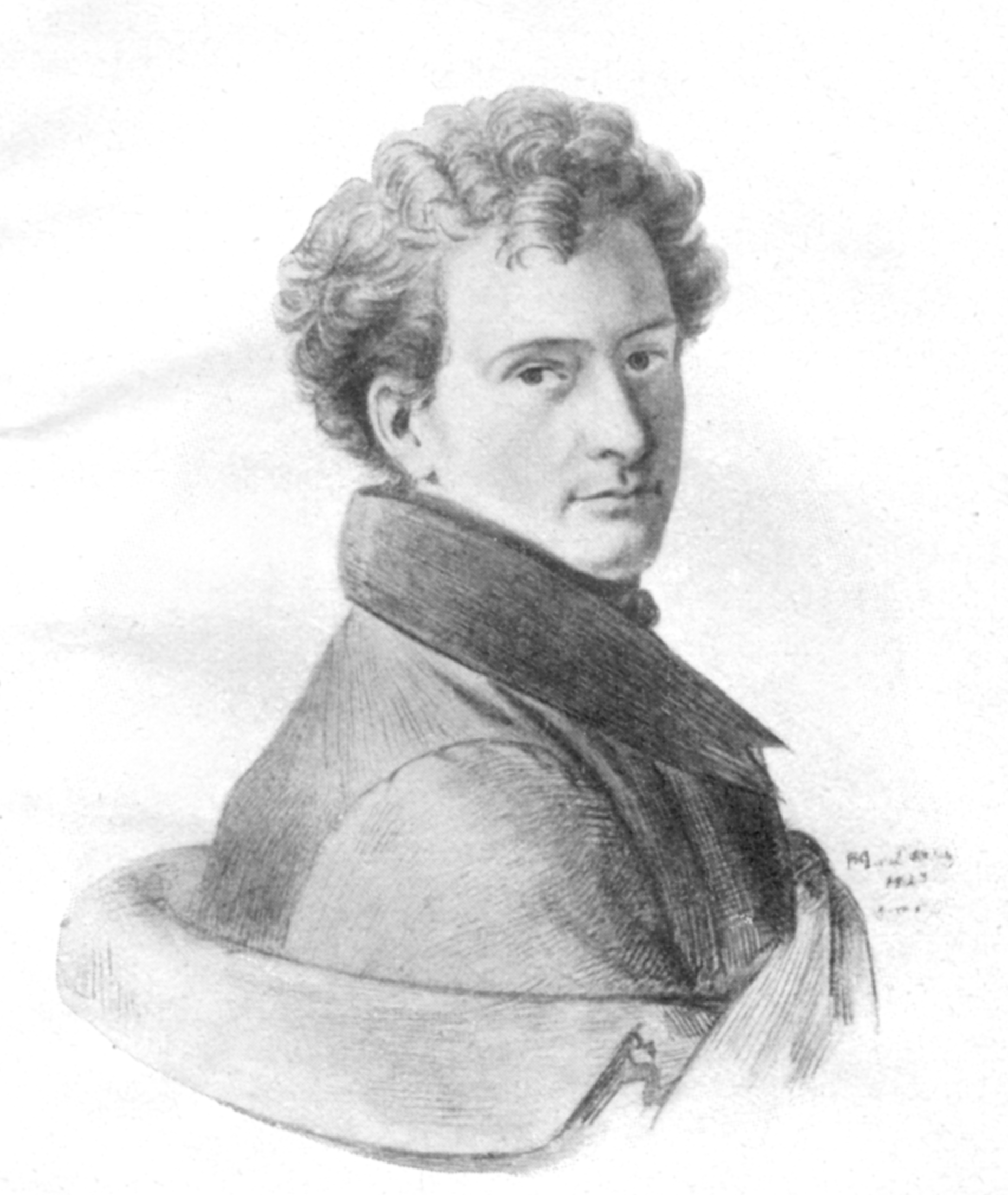
Zeichnung von 1823 aus dem Nachlass von Adele Schopenhauer, seiner Jugendfreundin

Aufgrund des Einflusses seines Stiefvaters Christian Gottlob von Voigt, der befreundet war mit Johann Wolfgang von Goethe, studierte Osann Naturwissenschaften, insbesondere Chemie. Während seines Studiums wurde er 1817 Mitglied der Urburschenschaft in Jena und im Winter-Semester 1818/19 der Erlanger Burschenschaft. 1817 nahm er am ersten Wartburgfest teil.
Ab 1819 war Gottfried Osann Privatdozent für Physik und Chemie an der Universität Erlangen, von 1821 bis 1823 an der Universität Jena und 1823 wieder in Erlangen. 1823 erhielt er einen Ruf als Professor für Chemie und Pharmazie an die Universität Tartu. 1828 wechselte er als Professor für Chemie und Physik an die Philosophische Fakultät der Universität Würzburg, wo er nach der Emeritierung von Johann Georg Pickel als Vertreter der Chemie Vorlesungen über allgemeine Chemie abhielt und 1848/49 das Amt des Rektors bekleidete. In seine Amtszeit fällt der Auszug der Würzburger Studenten nach Wertheim.
Osann veröffentlichte eine Reihe von maßgebenden Werken, unter anderem Ueber die Meßkunst der chemischen Elemente (Tartu 1825, Jena 1830). Später kamen Schriften über die chemische Physik sowie die medizinische Optik hinzu. Gemeinsam mit Jöns Jakob Berzelius war er 1827 der Entdeckung des Elements Ruthenium sehr nahe. Ebenso wie später Karl Ernst Claus waren ihnen nicht in Königswasser lösliche Rückstände aus Platinerzen aufgefallen. Osann postulierte dafür drei neue Elemente, konnte sie aber wegen ihrer geringen Menge nicht ausreichend charakterisieren.
Er war Mitbegründer der Physikalisch-Medizinischen Gesellschaft zu Würzburg und seit 1835 korrespondierendes Mitglied der Bayerischen Akademie der Wissenschaften.

## Beziehung zu Adele Schopenhauer
In den Jahren 1823–1826 war er der Geliebte Adele Schopenhauers. Zu einer Verlobung oder Heirat kam es jedoch nie. Nach einer Aussprache am 13. Februar 1826 trennten sich ihre Wege. In ihrem Tagebuch schilderte Adele Schopenhauer den Dialog:
„Gottfried“, sprach ich, „Sie sollen die Vergangenheit nicht leugnen, Sie lieben mich weniger als ich glaubte – es ist ein Irrthum, kein Unrecht, aber sehen Sie, selbst Ihre Worte wiedersprechen sich. Und so wars immer. Sie haben mich bald wie ein kleines Mädchen spielend behandelt, bald wie einen Mann, wie einen ernsten Freund, dem man sein Innres unbedingt ergiebt, bald haben Sie meiner Weiblichkeit vollkommen genüge geleistet, Sie sind sich nie klar gewesen über Ihr Gefühl für mich!“
Selbst nachdem Gottfried Osann 1827 „ein schönes junges Mädchen geringen Standes“ heiratete, vertraute Adele Schopenhauer noch Jahre später ihrem Bruder Arthur ihre Liebe an:
„Ich weiß nur Einen, den ich heirathen könnte ohne Widerwillen, und der ist verheirathet.“